# Гірничі пам'ятки Балкан
Гірничі пам'ятки Балкан представлені давніми руднями Сербії та Болгарії. Одним з найбільш давніх рудників світу (з тих, що збереглися), визнано Рудну Главу (мідноносний район Бор — Майданпек, Північно-Східна Сербія). Дані радіовуглецевого аналізу гірничих знарядь з оленячого рогу свідчать, що розробки міді проводили тут у період 4975 — 3975 рр. до Р. Х., що підтверджується знайденими артефактами відомих археологічних культур V тис. до Р. Х.
Мідні руди Рудної Глави були представлені малахітом та азуритом, які залягали в масиві кристалічних сланців, пересічених мармурами та гранітами. Давні виробки були закладені у верхів'ях гори Чока Окні (400—450 м над рівнем моря), на поверхневих виходах окиснених мідних руд. Загальна кількість виявлених виробок склала більше 30. Вони являли собою крутоспадні та вертикальні стволи глибиною 7 — 12 м і діаметром від 1 до 4 м, а також штольні, що розкривали поклади. Усі виробки проводили по простяганню мінералізованих жил, повторюючи їх просторове залягання. Розташування виробок підтвердило найдавніші правила гірників: «тримайся за руду» та «шукай руду біля руди».
Безпосередньо у виробках була зібрана значна колекція гірничих знарядь із каменя й оленячого рогу, а також посудин, що використовували для руйнування порід.
Останнім часом в районі Майданпеку виявлені нові археологічні свідоцтва (ознаки гірничих розробок, поселення гірників, хрестові мідні сокири для руйнування порід та ін.), що дають можливість припускати наявність в цьому регіоні Балкан в часи енеоліту розвинутого гірництва.
Найбільшим серед відомих мідних рудників V тис. до Р. Х. є Айбунар (Стара Загора, Південна Болгарія). Рудне тіло мало тут гідротермальний (жильний) характер, виходило на поверхню на пагорбах висотою 330—400 м і перетинало ламаною дугою довжиною близько 1,5 км три пагорки. Мідь знаходилась в окиснених мінеральних сполуках малахіту та азуриту з компонентами арсену, стибію, свинцю й срібла.
Розробки представлені одинадцятьма давніми виробками у формі великих траншей (щілястих кар'єрів) довжина яких складала від 15 до 80 м, ширина — від 2 до 20 м. Форма й розміри виробок були зумовлені конфігурацією рудного тіла. Руйнування порід (вапняків і мергелей) проводили роговими кирками й мідними сокирами. Використовували сухе збагачення руд шляхом їх подрібнення кам'яними молотами з відбором мідного концентрату.
Вражаючими для свого часу виглядають обсяги гірничих робіт Ай Бунару. За часи розробки родовища давніми гірниками було видобуто 20—30 тис. т гірничої маси, а виплавка міді складає близько 1000 т. Цікавою особливістю ведення робіт було те, що після закінчення експлуатації кар'єрів, їх вироблений простір був заповнений пустою породою, для чого було переміщено до 20 тис. т гірської маси. Такі масштаби земляних робіт, не пов'язаних з видобувною діяльністю, свідчать про величезне значення в житті архаїчних гірників сакральних уявлень і факторів ритуальної дії.
Слід відзначити, що поблизу Старої Загори були виявлені й інші рудники часів енеоліту: Тимнянка, Хриштена, Ракитниця, що свідчить про існування тут значного гірничо-металургійного анклаву (т. зв. Північнофракійського центру). На південному сході Болгарії (регіон Странджа) також виявлені мідні родовища з ознаками гірничих робіт часів енеоліту, які представлені щілястими кар'єрами значних розмірів, а також цілими пагорбами (давніми териконами) мідних шлаків.
Археологічні знахідки численних поселень, кам'яних і мідних знарядь праці, багато орнаментованої кераміки й скульптури свідчать про період розквіту культур енеоліту Балкан, яким вдалося опанувати гірничо-металургійні технології.